# Piroxicam
El piroxicam es el nombre de un antiinflamatorio no esteroideo, miembro de la familia de los ácidos enólicos, indicado para el alivio de los síntomas de artritis reumatoide, osteoartritis, dolor menstrual primario y dolor postoperatorio. En ocasiones se indica como analgésico, en especial si el dolor se asocia a la próstata.

## Química
Los oxicames, tal como el piroxicam, son moléculas acídicas, no por el característico ácido carboxílico, sino por razón de su sustituyente enólico. El piroxicam es un sólido cristalino, poco soluble en agua y exhibe un protón acídico (pKa de 5.1) y un nitrógeno débilmente básico (pKa = 1.8).

## Aplicaciones clínicas
Ha sido aprobado como medicamento para el tratamiento de la artritis reumatoide y osteoartritis. La dosis diaria es de 20 mg, en dos fracciones. Dado que se necesita un período prolongado para alcanzar el equilibrio dinámico, no han de esperarse respuestas terapéuticas máximas en un lapso de 2 semanas. También se le ha utilizado en el tratamiento de la espondilitis anquilosante, trastornos musculoesqueléticos agudos, dismenorrea, dolor postoperatorio y gota aguda.

## Mecanismo de acción
El piroxicam es un AINE y, como tal, es un inhibidor de la ciclooxigenasa. Es un inhibidor no selectivo de esta enzima por lo que posee propiedades tanto analgésicas como antiinflamatorias por inhibición de la síntesis de prostaglandinas, indiferente de la etiología de la inflamación. 

## Efectos adversos
Aquellas personas que toman medicamentos antiinflamatorios sin esteroides (diferentes a la aspirina) como el piroxicam tienen mayor riesgo de un ataque cardíaco o un accidente cerebrovascular, que las personas que no toman dichos medicamentos. Esto podría ocurrir sin previo aviso y hasta causar la muerte. Dicho riesgo puede aumentar si se expone al medicamento durante un tiempo prolongado.
La administración del piroxicam puede causar la aparición de efectos indeseados, incluyendo diarrea, estreñimiento, dolor de cabeza, mareos, nerviosismo y  pitido en los oídos. Como todo antiinflamatorio no esteroideo, el piroxicam puede provocar la aparición de úlceras, hemorragias, o perforaciones en el estómago o el intestino, especialmente en pacientes que han tomado el medicamento por períodos largos de tiempo.
En octubre de 2020, la Administración de Drogas y Alimentos de los EE. UU . (FDA) requirió que la etiqueta del medicamento se actualizara para todos los medicamentos antiinflamatorios no esteroides para describir el riesgo de problemas renales en los bebés por nacer que resultan en un nivel bajo de líquido amniótico. Recomiendan evitar los AINE en mujeres embarazadas a las 20 semanas o más tarde del embarazo.